# Aymen Kthiri
Aymen Kthiri, né le 16 juin 1989 à Béja, est un footballeur tunisien évoluant au poste de milieu de terrain avec le club de l'Avenir sportif de La Marsa.

## Carrière
- ?-juillet 2014 : Olympique de Béja (Tunisie)
- juillet 2014-juillet 2017 : Stade gabésien (Tunisie)
- juillet 2017-décembre 2018 : Stade tunisien (Tunisie)
- janvier-juillet 2019 : Hetten FC (Arabie saoudite)
- depuis janvier 2020 : Avenir sportif de La Marsa (Tunisie)